# Carduus squarrosus
Carduus squarrosus là một loài thực vật có hoa trong họ Cúc. Loài này được (DC.) DC. ex Lowe mô tả khoa học đầu tiên năm 1838.